# Michaelnbach
Michaelnbach è un comune austriaco di 1.285 abitanti (681 maschi e 604 femmine) nel distretto di Grieskirchen, in Alta Austria.
Il comune di Michaelnbach (390 m s.l.m.) si trova nella parte orientale del distretto politico di Grieskirchen, circondato dai comuni di Tollet, Pötting, Bruck-Waasen, Waizenkirchen, Prambachkirchen, St. Thomas e Pollham. La prima menzione documentaria risale al 1130. L'area, prevalentemente rurale, è utilizzata principalmente per la produzione agricola e forestale ed è sede di piccole imprese commerciali.
Come comunità agricola, si riscontra una dotazione forestale inferiore alla media (Alta Austria: 37%, distretto di Grieskirchen: 16,9%, Michaelnbach: 9%). L'ex bosco ha lasciato il posto a seminativi e prati. Michaelnbach è anche un'area ricreativa e un'area di compensazione ecologica e rappresenta una base essenziale per la vita per il futuro.
Nel centro del paese, l'ufficio comunale, l'asilo, la scuola elementare, un campo da calcio e un campo da tennis sono tra le strutture più importanti, è anche disponibile un parco giochi esclusivo per bambini. Infine, nella zona del villaggio di Armau si può trovare una rete di ippovie e piste per il tempo libero e, in inverno, diventano delle piste di pattinaggi.

## Stemma comunale
Lo stemma comunale è coordinato con il simbolo di San Michele (spada fiammeggiante) e con il simbolo araldico dell'acqua (ruscello). È strettamente legato al nome del paese ed è stato assegnato al comune dal governo provinciale dell'Alta Austria in occasione della celebrazione dell'850° anniversario nel 1980.
Blasone: In blu una barra ondulata bianca, che sale diagonalmente, ricoperta da una spada fiammeggiante rossa con manico nero. I colori comunali sono rosso-bianco-nero.